# منتخب تايلاند تحت 23 سنة لكرة القدم للرجال
منتخب تايلاند تحت 23 سنة للرجال لكرة القدم (بالتايلندية: ฟุตบอลทีมชาติไทยรุ่นอายุไม่เกิน 21 ปี)‏ هو ممثل تايلاند الرسمي في المنافسات الدولية في كرة القدم في فئة كرة قدم تحت 23 سنة للرجال، يديريه اتحاد تايلاند لكرة القدم.

## سجل التنافس

### مباريات ودية
| سجل مباريات ودية | سجل مباريات ودية              | سجل مباريات ودية | سجل مباريات ودية | سجل مباريات ودية | سجل مباريات ودية | سجل مباريات ودية | سجل مباريات ودية | سجل مباريات ودية | سجل مباريات ودية |
| السنة            | البطولة                       | النتيجة          | المركز           | لعب              | فاز              | تعادل*           | خسر              | له               | عليه             |
| ---------------- | ----------------------------- | ---------------- | ---------------- | ---------------- | ---------------- | ---------------- | ---------------- | ---------------- | ---------------- |
| 2016             | بطولة كأس الأمم (توضيح) 2016 ‏ | البطل            | الأول            | 2                | 2                | 0                | 0                | 4                | 1                |
| 2016             | مباراة ودية                   | المركز الثاني    | الثاني           | 4                | 3                | 0                | 1                | 10               | 4                |
| الاجمالي         | الاجمالي                      | الاجمالي         | الاجمالي         | 6                | 5                | 0                | 1                | 14               | 5                |

Note
- * : تشمل التعادلات مباريات خروج المغلوب التي تم تحديدها في ركلات الجزاء.